# Limnophila polyantha
Limnophila polyantha är en grobladsväxtart som beskrevs av Wilhelm Sulpiz Kurz och Joseph Dalton Hooker. Limnophila polyantha ingår i släktet Limnophila och familjen grobladsväxter. Utöver nominatformen finns också underarten L. p. brevipilosa.